# Миниатюра
Вижте пояснителната страница за други значения на Миниатюра.
Миниатюра (от лат. minium – миниум, използван при оформлението на ръкописи) в изобразителното изкуство са картини, скулптури и графични творби с малки форми, както и изкуството на създаването им.

## История
Миниатюрите се появяват в изкуството на средновековни ръкописни книги: художниците илюстратори са искали по специален начин да откроят първите редове и главните букви (инициали). С течение на времето цветните инициали с орнаменти се превръщат в отделни композиции, които по един или друг начин илюстрират текста. Изпълнявани са с акварел или гуаш, с използване на златно фолио (варак).
Книжната миниатюра достига до съвършенство във Византия и в страните от Западна Европа през Средновековието. Първоначално в миниатюрите на книгите преобладават библейските теми, в епохата на развитото Средновековие към тях се добавят портрети на държавни, военни и църковни дейци, както и на дарители – поръчители на ръкописи, а по-късно – големи исторически събития, държавни церемониални, празнични, религиозни, бойни и ежедневни сцени.